# Stephanie Herseth Sandlin
Stephanie Herseth Sandlin (ur. 3 grudnia 1970) – amerykańska prawniczka i polityk, demokratka ze stanu Dakota Południowa.

## Tradycje rodzinne
Herseth, urodzona na farmie nieopodal Houghton, pochodzi z rodziny o pewnych tradycjach politycznych:
- Jej dziadek po mieczu, Ralph Herseth, pełnił urząd gubernatora stanu w latach 1959–1961.
- Jej babcia po mieczu, Lorna Herseth, była stanową sekretarz stanu
- Jej ojciec Lars Herseth, spędził 12 lat w ławach stanowej legislatury i ubiegał się o stanowisko gubernatora w roku 1986

## Kariera polityczna
Herseth, która ukończyła prawo na Uniwersytecie Georgetown, kandydowała stanowisko kongresmen (stan ma tylko jedno miejsce w Izbie), w roku 2002, ale przegrała w wieloletnim gubernatorem Billem Janklowem.
Jednakże kiedy Janklow musiał ustąpić, po postawieniu mu zarzutów kryminalnych, Herseth wygrała nieznaczną większością wybory uzupełniające w 2004 roku. Wtedy to po raz pierwszy od roku 1937 wszyscy członkowie Kongresu z Dakoty Południowej byli demokratami.
Stan ten się zmienił po porażce w wyborach w listopadzie 2004 roku senatora z tego stanu i zarazem lidera mniejszości Toma Dashle’a, ale Herseth wygrała walkę o pełną kadencję przewagą 7 punktów procentowych. Urząd sprawowała do 2011 roku.

### Światopogląd
- poparcie prawa kobiet do swobodnej aborcji
- zainteresowanie się poprawieniem losu ludności w rezerwatach indiańskich
- poparcie projektu konstytucyjnej poprawki zakazującej małżeństw homoseksualnych (nie przeszła)

Przez stronę www.issues2000.org Herseth została określona jako Moderate Populist Conservative